# Lista hrabstw w stanie Indiana
Lista hrabstw w stanie Indiana obejmuje 92 jednostki administracyjne.
| Nazwa       | kod FIPS | Siedziba       | Powierzchnia całkowita (km²) | Populacja (2010) | Data powstania | Położenie na mapie |
| ----------- | -------- | -------------- | ---------------------------- | ---------------- | -------------- | ------------------ |
| Adams       | 18001    | Decatur        | 880,51                       | 34387            | 1836           |                    |
| Allen       | 18003    | Fort Wayne     | 1709,46                      | 355329           | 1823           |                    |
| Bartholomew | 18005    | Columbus       | 1060,67                      | 76794            | 1821           |                    |
| Benton      | 18007    | Fowler         | 1052,86                      | 8854             | 1840           |                    |
| Blackford   | 18009    | Hartford City  | 428,86                       | 12766            | 1838           |                    |
| Boone       | 18011    | Lebanon        | 1096,22                      | 56640            | 1830           |                    |
| Brown       | 18013    | Nashville      | 820,07                       | 15242            | 1836           |                    |
| Carroll     | 18015    | Delphi         | 971,3                        | 20155            | 1828           |                    |
| Cass        | 18017    | Logansport     | 1074,46                      | 38966            | 1828           |                    |
| Clark       | 18019    | Jeffersonville | 975,01                       | 110232           | 1801           |                    |
| Clay        | 18021    | Brazil         | 933,23                       | 26890            | 1825           |                    |
| Clinton     | 18023    | Frankfort      | 1049,59                      | 33224            | 1830           |                    |
| Crawford    | 18025    | English        | 799,58                       | 10713            | 1818           |                    |
| Daviess     | 18027    | Washington     | 1131,5                       | 31648            | 1818           |                    |
| Dearborn    | 18029    | Lawrenceburg   | 796,21                       | 50047            | 1803           |                    |
| Decatur     | 18031    | Greensburg     | 966,91                       | 25740            | 1821           |                    |
| DeKalb      | 18033    | Auburn         | 942,37                       | 42223            | 1835           |                    |
| Delaware    | 18035    | Muncie         | 1025,4                       | 117671           | 1827           |                    |
| Dubois      | 18037    | Jasper         | 1127,51                      | 41889            | 1817           |                    |
| Elkhart     | 18039    | Goshen         | 1212,04                      | 197559           | 1830           |                    |
| Fayette     | 18041    | Connersville   | 557,27                       | 24277            | 1818           |                    |
| Floyd       | 18043    | New Albany     | 385,8                        | 74578            | 1819           |                    |
| Fountain    | 18045    | Covington      | 1030,51                      | 17240            | 1825           |                    |
| Franklin    | 18047    | Brookville     | 1012,82                      | 23087            | 1811           |                    |
| Fulton      | 18049    | Rochester      | 961,58                       | 20836            | 1836           |                    |
| Gibson      | 18051    | Princeton      | 1292,84                      | 33503            | 1813           |                    |
| Grant       | 18053    | Marion         | 1074,59                      | 70061            | 1831           |                    |
| Greene      | 18055    | Bloomfield     | 1413,93                      | 33165            | 1821           |                    |
| Hamilton    | 18057    | Noblesville    | 1042,31                      | 274569           | 1823           |                    |
| Hancock     | 18059    | Greenfield     | 795,19                       | 70002            | 1828           |                    |
| Harrison    | 18061    | Corydon        | 1260,09                      | 39364            | 1808           |                    |
| Hendricks   | 18063    | Danville       | 1058,73                      | 145448           | 1824           |                    |
| Henry       | 18065    | New Castle     | 1022,61                      | 49462            | 1821           |                    |
| Howard      | 18067    | Kokomo         | 761,26                       | 82752            | 1844           |                    |
| Huntington  | 18069    | Huntington     | 1004,2                       | 37124            | 1832           |                    |
| Jackson     | 18071    | Brownstown     | 1331,03                      | 42376            | 1816           |                    |
| Jasper      | 18073    | Rensselaer     | 1453,99                      | 33478            | 1835           |                    |
| Jay         | 18075    | Portland       | 994,77                       | 21253            | 1835           |                    |
| Jefferson   | 18077    | Madison        | 939,88                       | 32428            | 1810           |                    |
| Jennings    | 18079    | Vernon         | 979,91                       | 28525            | 1816           |                    |
| Johnson     | 18081    | Franklin       | 833,44                       | 139654           | 1823           |                    |
| Knox        | 18083    | Vincennes      | 1357,28                      | 38440            | 1790           |                    |
| Kosciusko   | 18085    | Warsaw         | 1435,88                      | 77358            | 1835           |                    |
| LaGrange    | 18087    | LaGrange       | 1001,56                      | 37128            | 1832           |                    |
| Lake        | 18089    | Crown Point    | 1622,79                      | 496005           | 1837           |                    |
| LaPorte     | 18091    | La Porte       | 1588,34                      | 111467           | 1832           |                    |
| Lawrence    | 18093    | Bedford        | 1170,5                       | 46134            | 1818           |                    |
| Madison     | 18095    | Anderson       | 1173,02                      | 131636           | 1823           |                    |
| Marion      | 18097    | Indianapolis   | 1043,79                      | 903393           | 1821           |                    |
| Marshall    | 18099    | Plymouth       | 1164,83                      | 47051            | 1835           |                    |
| Martin      | 18101    | Shoals         | 881,65                       | 10334            | 1820           |                    |
| Miami       | 18103    | Peru           | 977,43                       | 36903            | 1833           |                    |
| Monroe      | 18105    | Bloomington    | 1065,32                      | 137974           | 1818           |                    |
| Montgomery  | 18107    | Crawfordsville | 1309,1                       | 38124            | 1822           |                    |
| Morgan      | 18109    | Martinsville   | 1060,42                      | 68894            | 1822           |                    |
| Newton      | 18111    | Kentland       | 1044,9                       | 14244            | 1859           |                    |
| Noble       | 18113    | Albion         | 1081,15                      | 47536            | 1835           |                    |
| Ohio        | 18115    | Rising Sun     | 226,45                       | 6128             | 1844           |                    |
| Orange      | 18117    | Paoli          | 1057,22                      | 19840            | 1816           |                    |
| Owen        | 18119    | Spencer        | 1004,47                      | 21575            | 1818           |                    |
| Parke       | 18121    | Rockville      | 1165,45                      | 17339            | 1821           |                    |
| Perry       | 18123    | Tell City      | 1000,49                      | 19338            | 1814           |                    |
| Pike        | 18125    | Petersburg     | 883,43                       | 12845            | 1816           |                    |
| Porter      | 18127    | Valparaiso     | 1351,41                      | 164343           | 1835           |                    |
| Posey       | 18129    | Mount Vernon   | 1086,05                      | 25910            | 1814           |                    |
| Pulaski     | 18131    | Winamac        | 1125,44                      | 13402            | 1835           |                    |
| Putnam      | 18133    | Greencastle    | 1250,17                      | 37963            | 1822           |                    |
| Randolph    | 18135    | Winchester     | 1174,08                      | 26171            | 1818           |                    |
| Ripley      | 18137    | Versailles     | 1160,48                      | 28818            | 1816           |                    |
| Rush        | 18139    | Rushville      | 1057,91                      | 17392            | 1821           |                    |
| Scott       | 18143    | Scottsburg     | 499,22                       | 24181            | 1820           |                    |
| Shelby      | 18145    | Shelbyville    | 1069,04                      | 44436            | 1821           |                    |
| Spencer     | 18147    | Rockport       | 1039,69                      | 20952            | 1818           |                    |
| St. Joseph  | 18141    | South Bend     | 1194,99                      | 266931           | 1830           |                    |
| Starke      | 18149    | Knox           | 808,61                       | 23363            | 1835           |                    |
| Steuben     | 18151    | Angola         | 835,19                       | 34185            | 1837           |                    |
| Sullivan    | 18153    | Sullivan       | 1176,16                      | 21475            | 1816           |                    |
| Switzerland | 18155    | Vevay          | 578,71                       | 10613            | 1814           |                    |
| Tippecanoe  | 18157    | Lafayette      | 1303,4                       | 172780           | 1826           |                    |
| Tipton      | 18159    | Tipton         | 674,87                       | 15936            | 1844           |                    |
| Union       | 18161    | Liberty        | 427,81                       | 7516             | 1821           |                    |
| Vanderburgh | 18163    | Evansville     | 612,09                       | 179703           | 1818           |                    |
| Vermillion  | 18165    | Newport        | 673,22                       | 16212            | 1824           |                    |
| Vigo        | 18167    | Terre Haute    | 1063,07                      | 107848           | 1818           |                    |
| Wabash      | 18169    | Wabash         | 1090,33                      | 32888            | 1833           |                    |
| Warren      | 18171    | Williamsport   | 948,99                       | 8508             | 1827           |                    |
| Warrick     | 18173    | Boonville      | 1012,83                      | 59689            | 1813           |                    |
| Washington  | 18175    | Salem          | 1337,99                      | 28262            | 1814           |                    |
| Wayne       | 18177    | Richmond       | 1047,24                      | 68917            | 1811           |                    |
| Wells       | 18179    | Bluffton       | 958,94                       | 27636            | 1837           |                    |
| White       | 18181    | Monticello     | 1317,48                      | 24643            | 1834           |                    |
| Whitley     | 18183    | Columbia City  | 875,2                        | 33292            | 1838           |                    |